# Lafresnayes vanga
Lafresnayes vanga  (Xenopirostris xenopirostris)  is een zangvogel uit de familie Vangidae (vanga's). De Nederlandse naam verwijst naar de Franse ornitholoog Frédéric de Lafresnaye die deze vogel in 1850 wetenschappelijk heeft beschreven.

## Verspreiding en leefgebied
De soort is endemisch in het doornig struikgewas van Madagaskar, de zuidelijkste ecoregio van Madagaskar.

## Status
De grootte van de populatie is niet gekwantificeerd maar de soort wordt omschreven als schaars tot vrij algemeen. Het verspreidingsgebied is vrij klein en de aantallen gaan achteruit door habitatverlies. Op de Rode lijst van de IUCN heeft deze soort daarom de status gevoelig.